# Кірк Дуглас
Кірк Ду́глас (англ. Kirk Douglas, за іншими даними: Іцхак Демський, Іссур Данилович; 9 грудня 1916, Амстердам, штат Нью-Йорк, США — 5 лютого 2020) — американський актор і військовий, має білоруське та єврейське коріння, номінант почесного «Оскара» «за видатний внесок у розвиток кіномистецтва» (1996); номінувався за ролі у фільмах «Чемпіон», 1949, «Поганець і красуня», 1952, «Пристрасть до життя», 1956. Батько актора Майкла Дугласа.

## Біографія
Народився в передмісті Нью-Йорку в сім'ї єврейських емігрантів до США з Російської імперії з міста Чаусів в смузі осілості (нині Білорусь). В сім'ї розмовляли на їдиш. Закінчив Сент-Лоренський університет (Кантон, Нью-Йорк) у 1939. У 1941 році закінчив академію драматичного мистецтва в Нью-Йорку. Під час Другої світової війни після закінчення мічманської школи служив лейтенантом у військово-морському флоті США.
Перш ніж стати кіноактором, Кірк Дуглас перепробував багато професій — від шахтаря до різнороба. У 1946 року він опинився у Голлівуді. Першою помітною роллю стала головна роль у «Чемпіоні» (1949). Кірк Дуглас був номінований на премію «Оскар» Американської Академії Кіномистецтва. Потім були стрічки: «Скляний звіринець», «Великий карнавал», «Детективна історія», «Людина без зірки».
Пошук «свого» героя на екрані привів Кірка Дугласа до створення цілої галереї кінообразів мужніх особистостей. Тут і міфологічний Одіссей («Улісс»), і морський мандрівник у «Вікінгах» і Спартак в однойменній стрічці.
У 70-ті роки XX століття Дуглас спробував себе в режисурі: зняв і зіграв головні ролі у фільмах «Нероба» та «Загін».

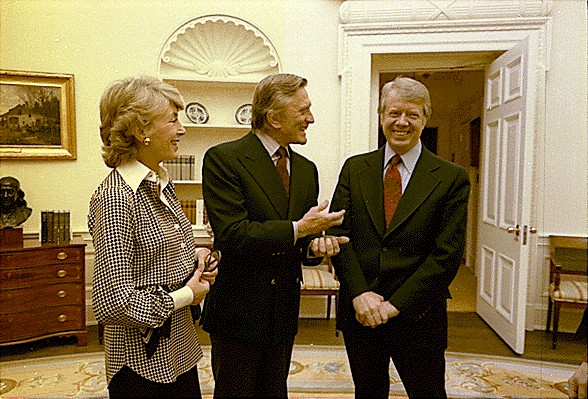
Джиммі Картер з Кірком Дугласом і пані Дуглас, березень 1978

З часом і колеги й глядачі переконалися, що невтомний Кірк Дуглас здатний і зіграти будь-яку роль у кіно, й зняти талановиту кінострічку. Після «Стежки слави» (роль полковника), «Угоди» (роль безвольного інтелігента), особливо після комічної ролі в «Крутих хлопцях» ветеран Голлівуду не залишив нікому підстав сумніватися у його високому фаховому й творчому рівнях. Те ж саме можна сказати й про Дугласа — театрального артиста.
У 80-х роках минулого століття Кірк повністю залишив кіно й театр, віддавшись громадській діяльності. Проте творча натура митця не могла заспокоїтися: славетний кіноактор видав два романи.
Події 11 вересня в Нью-Йорку не залишили байдужими всю родину Дугласів: вони зняли фільм «Так буває у сім'ї» (англ. It Runs In The Family). Стрічка присвячена проблемам пошуку спільної мови між різними, але об'єднаними однією кров'ю людьми. У ній грають три покоління Дугласів, навіть колишні дружини — і вперше Кірк та його син актор Майкл Дуглас зустрілися на екрані в спільній кінокартині.

## Фільмографія

### Актор
| Рік  |    | Українська назва                 | Оригінальна назва                  | Роль                                        |
| ---- | -- | -------------------------------- | ---------------------------------- | ------------------------------------------- |
| 1946 | ф  | Дивна любов Марти Айверс         | The Strange Love of Martha Ivers   | Волтер О'Ніл                                |
| 1947 | ф  | Із минулого                      | Out of the Past                    | дух                                         |
| 1947 | ф  | Траур личить Електрі             | Mourning Becomes Electra           | Пітер Найлс                                 |
| 1948 | ф  | Я завжди самотній                | I Walk Alone                       | Нолл «Дінк» Тернер                          |
| 1948 | ф  | Стіни Єрихону                    | The Walls of Jericho               | Такер Відж                                  |
| 1948 | ф  | Моя дорога секретарка            | My Dear Secretary                  | Оуен Вотербері                              |
| 1949 | ф  | Лист трьом дружинам              | A Letter to Three Wives            | Джордж Фіппс                                |
| 1949 | ф  | Чемпіон                          | Champion                           | Мідж                                        |
| 1950 | ф  | Трубач                           | Young Man with a Horn              | Рік Мартін                                  |
| 1950 | ф  | Скляний звіринець                | The Glass Menagerie                | Джим О'Коннор                               |
| 1951 | ф  | Червоні піски                    | Along the Great Divide             | Маршал Лен Меррік                           |
| 1951 | ф  | Туз у рукаві                     | Ace in the Hole                    | Чак Татум                                   |
| 1951 | ф  | Детективна історія               | Detective Story                    | детектив Джеймс Маклеод                     |
| 1952 | ф  | Великі дерева                    | The Big Trees                      | Джим Феллон                                 |
| 1952 | ф  | Велике небо                      | The Big Sky                        | Джим Дікінс                                 |
| 1952 | ф  | Злі й гарні                      | The Bad and the Beautiful          | Джонатан Шилдс                              |
| 1953 | ф  | Три історії кохання              | The Story of Three Loves           | П'єр Нарвал (частина "Гімнаст")             |
| 1953 | ф  | Жонглер                          | The Juggler                        | Ганс Мюллер                                 |
| 1953 | ф  | Акт любові                       | Un acte d'amour                    | Роберт Теллер                               |
| 1954 | ф  | Одіссея                          | Ulisse                             | Улісс                                       |
| 1954 | с  | Програма Джека Бенні             | The Jack Benny Program             | Кірк                                        |
| 1954 | ф  | 20 000 льє під водою             | 20,000 Leagues Under the Sea       | Нед Ленд                                    |
| 1955 | ф  | Гонщики                          | The Racers                         | Джино Боргеса                               |
| 1955 | ф  | Людина без зірки                 | Man Without a Star                 | Демпсі Рей                                  |
| 1955 | ф  | Індіанський воїн                 | The Indian Fighter                 | Джонні Гоукс                                |
| 1956 | ф  | Жага життя                       | Lust for Life                      | Вінсент ван Гог                             |
| 1957 | ф  | Надсекретна справа               | Top Secret Affair                  | генерал-майор Мельвіль А. Гудвін            |
| 1957 | ф  | Перестрілка в О.К. Коррал        | Gunfight at the O.K. Corral        | Док Холлідей                                |
| 1957 | ф  | Шляхи слави                      | Paths of Glory                     | полковник Дакс                              |
| 1958 | ф  | Вікінги                          | The Vikings                        | Ейнар                                       |
| 1959 | ф  | Останній потяг з Ган-Хілл        | Last Train from Gun Hill           | Маршал Метт Морган                          |
| 1959 | ф  | Учень диявола                    | The Devil's Disciple               | Річард Даджен                               |
| 1960 | ф  | Ми незнайомі, коли зустрічаємося | Strangers When We Meet             | Ларрі Коу                                   |
| 1960 | ф  | Спартак                          | Spartacus                          | Спартак                                     |
| 1961 | ф  | Безжальне місто                  | Town Without Pity                  | Майор Стів Гарретт                          |
| 1961 | ф  | Останній захід                   | The Last Sunset                    | Брендан «Брен» О'Меллі                      |
| 1962 | ф  | Самотні відважні                 | Lonely Are the Brave               | Джон В. "Джек" Бернс                        |
| 1962 | ф  | Два тижні в іншому місті         | Two Weeks in Another Town          | Джек Андрус                                 |
| 1963 | ф  | Гак                              | The Hook                           | сержант П.Дж. Бріско                        |
| 1963 | ф  | Список Едріана Мессенджера       | The List of Adrian Messenger       | Джордж Броугем / Вікар Атлі / містер Піфіан |
| 1963 | ф  | За любов або за гроші            | For Love or Money                  | Дік Джентрі                                 |
| 1964 | ф  | Сім днів у травні                | Seven Days in May                  | полковник Мартін Кейсі                      |
| 1965 | ф  | В небезпеці                      | In Harm's Way                      | командер Пол Еддінгтон                      |
| 1965 | ф  | Герої Телемарка                  | The Heroes of Telemark             | Рольф                                       |
| 1966 | ф  | Відкинь гігантську тінь          | Cast a Giant Shadow                | полковник Девід «Міккі» Маркус              |
| 1966 | ф  | Чи горить Париж?                 | Paris brûle-t-il?                  | генерал Джордж С. Паттон                    |
| 1967 | ф  | Шлях на Захід                    | The Way West                       | сенатор Вільям Дж. Тедлок                   |
| 1967 | ф  | Військовий фургон                | The War Wagon                      | Ломакс                                      |
| 1968 | ф  | Прекрасний спосіб померти        | A Lovely Way to Die                | Джим Шайлер                                 |
| 1968 | ф  | Братство                         | The Brotherhood                    | Френк Джінетта                              |
| 1968 | тф | Легенда тихої ночі               | The Legend of Silent Night         | оповідач                                    |
| 1969 | ф  | Угода                            | The Arrangement                    | Едді Андерсон                               |
| 1970 | ф  | Жив був обманщик                 | There Was a Crooked Man...         | Періс Пітман молодший                       |
| 1971 | ф  | Світло на краю землі             | The Light at the Edge of the World | Вілл Дентон                                 |
| 1971 | ф  | Перестрілка                      | A Gunfight                         | Вілл Теннерей                               |
| 1971 | ф  | Спіймати шпигуна                 | Catch Me a Spy                     | Андрій                                      |
| 1972 | ф  | Людина, з якою рахуються         | Un uomo da rispettare              | Стів Воллес                                 |
| 1972 | тф |                                  | The Special London Bridge Special  | індійський винищувач                        |
| 1973 | тф | Доктор Джекілл і містер Гайд     | Dr. Jekyll and Mr. Hyde            | Джекілл / Гайд                              |
| 1973 | ф  | Нероба                           | Scalawag                           | Пег                                         |
| 1974 | тф | Мишеня                           | Mousey                             | Джордж Андерсон                             |
| 1975 | ф  | Загін                            | Posse                              | [Говард Найтінгейл                          |
| 1975 | ф  | Одного разу недостатньо          | Once Is Not Enough                 | Майк Вейн                                   |
| 1976 | тф | Перемога в Ентеббе               | Victory at Entebbe                 | Гершель Вілновські                          |
| 1976 | тф | Міняли                           | Arthur Hailey's the Moneychangers  | Алекс Вандервурт                            |
| 1977 | ф  | Голокост 2000                    | Holocaust 2000                     | Роберт Кейн                                 |
| 1978 | ф  | Лють                             | The Fury                           | Пітер Сандза                                |
| 1979 | ф  | Кактус Джек                      | The Villain                        | Кактус Джек                                 |
| 1980 | ф  | Сатурн 3                         | Saturn 3                           | Адам                                        |
| 1980 | ф  | Домашні фільми                   | Home Movies                        | Доктор Туттл "Маестро"                      |
| 1980 | ф  | Останній відлік                  | The Final Countdown                | капітан Метью Єлланд                        |
| 1982 | ф  | Чоловік з засніженої річки       | The Man from Snowy River           | Гаррісон                                    |
| 1982 | тф | Спогад про любов                 | Remembrance of Love                | Джо Рабін                                   |
| 1983 | ф  | Втеча Едді Макона                | Eddie Macon's Run                  | Карл «Бастер» Марзек                        |
| 1984 | тф | Хто перший?                      | Draw!                              | красунчик Гаррі Голланд                     |
| 1985 | тф | Амос                             | Amos                               | Амос Лашер                                  |
| 1986 | ф  | Круті мужики                     | Tough Guys                         | Арчі Лонг                                   |
| 1987 | тф | Квіні                            | Queenie                            | Девід Коніг                                 |
| 1988 | тф | Пожнеш бурю                      | Inherit the Wind                   | Метью Гаррісон Бреді                        |
| 1991 | ф  | Оскар                            | Oscar                              | Едуардо Проволоне                           |
| 1991 | ф  | Верас                            | Veraz                              | Квентін                                     |
| 1991 | с  | Байки зі склепу                  | Tales from the Crypt               | генерал Калтроб                             |
| 1992 | тф | Секрет                           | The Secret                         | Майк Данмор                                 |
| 1994 | тф | Хлопчача брехня                  | Take Me Home Again                 | Ед Ріс                                      |
| 1994 | ф  | Жадібність                       | Greedy                             | дядько Джо                                  |
| 1996 | мс | Сімпсони                         | The Simpsons                       | Честер Дж. Лампвік                          |
| 1999 | ф  | Діаманти                         | Diamonds                           | Гаррі Агенскі                               |
| 2000 | с  | Дотик ангела                     | Touched by an Angel                | Росс Бургер                                 |
| 2000 | с  |                                  | Scene by Scene                     |                                             |
| 2003 | ф  | Сімейні цінності                 | It Runs in the Family              | Мітчелл Громберг                            |
| 2004 | ф  | Ілюзія                           | Illusion                           | Дональд Бейнс                               |
| 2008 | тф |                                  | Meurtres à l'Empire State Building | Джим Ковальскі                              |

### Продюсер, режисер
| Рік  |     | Українська назва                 | Оригінальна назва                  | Роль              |
| ---- | --- | -------------------------------- | ---------------------------------- | ----------------- |
| 1957 | ф   | Шляхи слави                      | Paths of Glory                     | продюсер          |
| 1959 | ф   | Казки вікінгів                   | Tales of the Vikings               | продюсер          |
| 1960 | ф   | Ми незнайомі, коли зустрічаємося | Strangers When We Meet             | продюсер          |
| 1960 | ф   | Спартак                          | Spartacus                          | продюсер          |
| 1966 | ф   | Гран Прі                         | Grand Prix                         | продюсер          |
| 1968 | ф   | Братство                         | The Brotherhood                    | продюсер          |
| 1971 | ф   | Літнє дерево                     | Summertree                         | продюсер          |
| 1971 | ф   | Небезпечний світло на краю землі | The Light at the Edge of the World | продюсер          |
| 1971 | ф   | Перестрілка                      | A Gunfight                         | продюсер          |
| 1973 | ф   | Нероба                           | Scalawag                           | режисер           |
| 1975 | ф   | Загін                            | Posse                              | режисер, продюсер |
| 2009 | док | Кірк Дуглас: Поки не забув       | Kirk Douglas: Before I Forget      | сценарист         |